# Pojedynczy głos przechodni

Przykładowa karta wyborcza

Pojedynczy głos przechodni (PGP, znany również jako STV od ang. Single Transferable Vote) – jeden z proporcjonalnych systemów wyborczych, w którym stosuje się indywidualne głosowanie (na osobę) z użyciem skali rangowej. Wyborca głosuje poprzez uszeregowanie kandydatów według preferencji, zaznaczając „1” obok swojego najbardziej preferowanego kandydata, „2” obok drugiego preferowanego kandydata itd. Ich głos może zostać przekazany zgodnie z alternatywnymi preferencjami, jeśli ich preferowany kandydat zostanie wyeliminowany lub wybrany z nadwyżką głosów, tak aby głos ten został wykorzystany do wybrania kogoś, kogo preferują (ordynacja preferencyjna). Wynik odzwierciedla zatem wszystkie preferencje wyborców, którzy oddali głos ważny. W ten sposób spełniony zostaje warunek proporcjonalności. Podobnym systemem jest jednomandatowa metoda głosu alternatywnego stosowana w Australii, z tą różnicą, że w przypadku Brytyjskiej Reprezentacji Proporcjonalnej wybory odbywają się w wielomandatowych okręgach wyborczych.
Jest to najstarsza ordynacja proporcjonalna, po raz pierwszy opracowana przez Thomasa Wrighta Hilla w 1819 roku. Wykorzystywana jest w wyborach w Irlandii, Irlandii Północnej, australijskich wyborach senackich, oraz samorządowych wyborach w Australii i Stanach Zjednoczonych.
Ze względu rozprzestrzeniania się tej ordynacji wyborczej w krajach byłego Imperium Brytyjskiego, w większości z nich znana jest jako Brytyjska Reprezentacja Proporcjonalna (BPR od British Proportional Representation), natomiast w Australii jako metoda Hare’a-Clarka.
Uznawana jest przez niektórych politologów za korzystniejszy system wyborczy od ordynacji z zastosowaniem list kandydatów. Wydaje się też dostarczać bardziej demokratycznych wyników wyborów w porównaniu do zamkniętych list partyjnych, ponieważ uniezależnia kandydatów od kierownictw partyjnych (ze względu na brak list, a więc i zobowiązań hierarchicznych wobec gron partyjnych; zobowiązania kandydata wobec wyborców w okręgu są więc silniejsze od zobowiązań wewnątrzpartyjnych). Nowszy system z identycznym oddawaniem głosu to metoda Schulzego z 1997, która jak dotąd nie została wykorzystana w wyborach parlamentarnych.

## Sposób liczenia głosów
W systemie tym głosuje się analogicznie jak w jednomandatowej ordynacji z proporcjonalnym głosem alternatywnym (określając jako wyborca swoje preferencje wyborcze wobec wszystkich kandydatów w danym okręgu). W przeciwieństwie do proporcjonalnego głosu alternatywnego efektem proporcjonalnego rozdzielania głosów oddanych za pomocą skali rangowej wybiera się zwykle od 2 do 7 reprezentantów w jednym okręgu, jednak te pięciomandatowe uważane są za optymalne. Zwycięzców określa się na podstawie ustalonego progu wyborczego.
Przeliczanie głosów w systemie pojedynczego głosu przechodniego w wyborach parlamentarnych lub samorządowych odbywa się na poziomie okręgów i zakłada, że do zdobycia mandatu przez kandydata potrzebna jest określona liczba głosów, tzw. „kwota”. Najczęściej stosowaną kwotą jest kwota Droop, obliczana poprzez podzielenie liczby ważnie oddanych głosów w okręgu poprzez liczbę mandatów możliwych do zdobycia w tymże okręgu + 1 oraz +1 do ilorazu tego dzielenia. Nieco mniej popularną jest kwota Hare'a, obliczana jedynie poprzez podzielenie liczby ważnie oddanych głosów poprzez liczbę mandatów możliwych do zdobycia w okręgu.
Przykład - kwota Droop:
W okręgu wyborczym do zdobycia są 3 mandaty. Zostało oddanych 30 000 ważnych głosów. Oznacza to, że kwota w tym przypadku wynosi 7 501 głosów.
{\displaystyle {\big (}{\frac {30000}{3+1}}{\big )}+1=7501}
Przykład - kwota Hare'a:
W okręgu wyborczym do zdobycia są 4 mandaty. Zostało oddanych 60 000 ważnych głosów. Oznacza to, że kwota w tym przypadku wynosi 15 000 głosów.
{\displaystyle {\frac {60000}{4}}=15000}
W pierwszej kolejności zlicza się głosy, które zostały oznaczone przez wyborców jako „1”. Mandaty otrzymują wszyscy kandydaci, którzy przekroczyli ustaloną kwotę. Jeśli kwotę przekroczy mniej kandydatów, niż miejsc przeznaczonych do obsadzenia mandatów w okręgu, pod uwagę bierze się „nadwyżkę” głosów (liczba głosów, które otrzymał kandydat ponad kwotę; liczba głosów otrzymanych – kwota) kandydatów, którzy otrzymali mandat i proporcjonalnie rozdziela je się pomiędzy pozostałych kandydatów na podstawie „2”. Jeśli w danym etapie nie obsadzono jeszcze wszystkich mandatów, a żaden z kandydatów nie przekracza kwoty, eliminuje się kandydata z najmniejszym poparcie. Wszystkie głosy oddane na niego rozdziela się pozostałym kandydatom, którym udzielono następującej preferencji.

### Przykład
W wyborach do parlamentu startują kandydaci z partii A, partii B oraz kandydaci niezależni (warto zaznaczyć, iż partie nie odgrywają tu żadnej znaczącej roli). W optymalnym okręgu pięciomandatowym po głosowaniu następuje przeliczenie głosów. Przy tym przykładzie zastosowano kwotę Hare'a, którą ustalono na 20% (100% podzielone przez 5). 

#### I tura
| Kandydat    | Partia | Partia     | Głosy (pierwsza preferencja) | Kwota | Wybrany? | Jeśli wybrany: nadwyżka głosów |
| ----------- | ------ | ---------- | ---------------------------- | ----- | -------- | ------------------------------ |
| Kandydat A1 |        | Partia A   | 1%                           | 20%   |          |                                |
| Kandydat A2 |        | Partia A   | 9%                           | 20%   |          |                                |
| Kandydat A3 |        | Partia A   | 25%                          | 20%   | TAK      | 5%                             |
| Kandydat A4 |        | Partia A   | 10%                          | 20%   |          |                                |
| Kandydat I  |        | Niezależny | 7%                           | 20%   |          |                                |
| Kandydat B1 |        | Partia B   | 11%                          | 20%   |          |                                |
| Kandydat B2 |        | Partia B   | 18%                          | 20%   |          |                                |
| Kandydat II |        | Niezależny | 19%                          | 20%   |          |                                |
| RAZEM       | RAZEM  | RAZEM      | 100%                         |       |          |                                |

Okazuje się, że jeden z kandydatów (Kandydat A3) już w I turze przekroczył próg wyborczy, przez co został wybrany.

#### II oraz III tura
| Kandydat    | Partia | Partia     | Głosy                     | Kwota | Wybrany? | Jeśli wybrany: nadwyżka głosów |
| ----------- | ------ | ---------- | ------------------------- | ----- | -------- | ------------------------------ |
| Kandydat A1 |        | Partia A   | III: 1% - 1% = 0%         | 20%   |          |                                |
| Kandydat A2 |        | Partia A   | III: 9% + 1% = 10%        | 20%   |          |                                |
| Kandydat A3 |        | Partia A   | II: 25% - 5% = 20%        | 20%   | TAK      | Aktualnie wybrany              |
| Kandydat A4 |        | Partia A   | II: 10% + 5% = 15%        | 20%   |          |                                |
| Kandydat I  |        | Niezależny | 7%                        | 20%   |          |                                |
| Kandydat B1 |        | Partia B   | 11%                       | 20%   |          |                                |
| Kandydat B2 |        | Partia B   | 18%                       | 20%   |          |                                |
| Kandydat II |        | Niezależny | 19%                       | 20%   |          |                                |
| RAZEM       | RAZEM  | RAZEM      | 80% (1 aktualnie wybrany) |       |          |                                |

Pojawiły się głosy nadwyżkowe (5%), które zostały rozdzielone. Wszyscy wyborcy kandydata A3, jako drugą preferencję, wybrali Kandydata A4. Nastąpił transfer nadwyżkowych 5% głosów od Kandydata A3 do Kandydata A4. W rundzie III eliminowany jest najmniej popularny kandydat, czyli Kandydat A1, którego glosy przechodzą na Kandydata A2 (zgodnie z preferencjami wyborców).

#### IV oraz V tura
| Kandydat    | Partia | Partia     | Głosy                     | Kwota | Wybrany? | Jeśli wybrany: nadwyżka głosów |
| ----------- | ------ | ---------- | ------------------------- | ----- | -------- | ------------------------------ |
| Kandydat A1 |        | Partia A   | 0%                        | 20%   |          |                                |
| Kandydat A2 |        | Partia A   | 10%                       | 20%   |          |                                |
| Kandydat A3 |        | Partia A   | Aktualnie wybrany         | 20%   | TAK      | Aktualnie wybrany              |
| Kandydat A4 |        | Partia A   | 15%                       | 20%   |          |                                |
| Kandydat I  |        | Niezależny | IV: 7% - 7% = 0%          | 20%   |          |                                |
| Kandydat B1 |        | Partia B   | 11%                       | 20%   |          |                                |
| Kandydat B2 |        | Partia B   | 18%                       | 20%   |          |                                |
| Kandydat II |        | Niezależny | IV: 19% + 7% = 26%        | 20%   | TAK      | 6%                             |
| RAZEM       | RAZEM  | RAZEM      | 80% (1 aktualnie wybrany) |       |          |                                |

W rundzie następnej, w wyniku nieprzekroczenia przez żadnego z kandydatów progu wyborczego, eliminowany jest następny kandydat, z najmniejszym poparciem, w tym przypadku niezależny Kandydat I, którego wyborcy wolą niezależne osobistości, a za drugą preferencję wybrali Kandydata II. Poprzez przepływ głosów od wyeliminowanego w rundzie IV kandydata, Kandydat II przekracza próg z wynikiem 26%, przez co zostaje wybrany w V turze. 

#### VI oraz VII tura
| Kandydat    | Partia | Partia     | Głosy                     | Kwota | Wybrany? | Jeśli wybrany: nadwyżka głosów |
| ----------- | ------ | ---------- | ------------------------- | ----- | -------- | ------------------------------ |
| Kandydat A1 |        | Partia A   | 0%                        | 20%   |          |                                |
| Kandydat A2 |        | Partia A   | 10%                       | 20%   |          |                                |
| Kandydat A3 |        | Partia A   | Aktualnie wybrany         | 20%   | TAK      | Aktualnie wybrany              |
| Kandydat A4 |        | Partia A   | VI: 15% + 4% = 19%        | 20%   |          |                                |
| Kandydat I  |        | Niezależny | 0%                        | 20%   |          |                                |
| Kandydat B1 |        | Partia B   | 11%                       | 20%   |          |                                |
| Kandydat B2 |        | Partia B   | VI: 18% + 2% = 20%        | 20%   | TAK      | 0%                             |
| Kandydat II |        | Niezależny | VI: 26% - 6% = 20%        | 20%   | TAK      | Aktualnie wybrany              |
| RAZEM       | RAZEM  | RAZEM      | 60% (2 aktualnie wybrany) |       |          |                                |

W rundzie VI następuje podział nadwyżkowych głosów. Okazuje się, że wyborcy Kandydata II, jako kolejne preferencje, ustanowili w proporcjach 2:1 Kandydata A4 oraz Kandydata B2, przez co 4% głosów trafia do Kandydata A4 a 2% głosów do Kandydata B2. Dzięki temu transferowi, Kandydat przekracza próg, przez co zostaje wybrany w turze VII, jednak nie ma on głosów nadwyżkowych.

#### Tura VIII oraz IX
| Kandydat    | Partia | Partia     | Głosy                     | Kwota | Wybrany? | Jeśli wybrany: nadwyżka głosów |
| ----------- | ------ | ---------- | ------------------------- | ----- | -------- | ------------------------------ |
| Kandydat A1 |        | Partia A   | 0%                        | 20%   |          |                                |
| Kandydat A2 |        | Partia A   | VIII: (10%) - 10% = 0%    | 20%   |          |                                |
| Kandydat A3 |        | Partia A   | Aktualnie wybrany         | 20%   | TAK      | Aktualnie wybrany              |
| Kandydat A4 |        | Partia A   | VIII: (19%) + 10% = 29%   | 20%   | TAK      |                                |
| Kandydat I  |        | Niezależny | 0%                        | 20%   |          |                                |
| Kandydat B1 |        | Partia B   | 11%                       | 20%   | TAK      |                                |
| Kandydat B2 |        | Partia B   | Aktualnie wybrany         | 20%   | TAK      | Aktualnie wybrany              |
| Kandydat II |        | Niezależny | Aktualnie wybrany         | 20%   | TAK      | Aktualnie wybrany              |
| RAZEM       | RAZEM  | RAZEM      | 40% (3 aktualnie wybrany) |       |          |                                |

Zaistniała sytuacja podobna do tej w turze IV. Wyeliminowano najmniej popularnego, na ten moment, kandydata, czyli Kandydata A2. Zazwyczaj niepotrzebny jest już w tym miejscu podział jego głosów, ponieważ pozostało tylko dwóch kandydatów oraz dwa mandaty do obsadzenia, jednak można go wykonać. Mandat otrzymują Kandydat B1 oraz Kandydat A4, mimo że nie przekroczyli progu wyborczego.
W ramach PGP wybrano 5 kandydatów, w tym 2 z partii A, 2 z partii B oraz 1 niezależnego.
W tym przykładzie znaczna większość głosów została spożytkowana, w praktyce zdarza się tak, iż cześć głosów zostaje zmarnowana. Ponadto częściej stosuje się kwotę Droop - jeśli zastosować ją w tym przykładzie, kwota wynosiłaby ok. 17% (1/6 + 1), a nie 20% (1/5). Jednak nie zmienia to faktu, że zazwyczaj wykorzystanych zostaje więcej niż 80% wszystkich głosów, przez co większość członków wybieranych w okręgu reprezentuje realnie znaczną większość wyborców.
Jeśli zastosować tu system list partyjnych oraz metodę D'Hondta, to 3 miejsca uzyskałaby partia A a 2 partia B, niezależni, zakładając, że nie przekroczyliby krajowego progu wyborczego, nie otrzymają żadnych miejsc.

### Podsumowanie
Pojedynczy głos przechodni to zatem proporcjonalna wielomandatowa ordynacja wyborcza, w której proporcjonalność zapewnia głosowanie z zastosowaniem skali rangowej, a nie głosowanie z użyciem zamkniętych list partyjnych.
W systemie tym głos oddawany jest na osobę (a nie na partię), a z danego okręgu do parlamentu dostaje się kilku kandydatów. Według entuzjastów tego rozwiązania wyniki bardzo trafnie i proporcjonalnie oddają rzeczywiste preferencje wyborcze ludności (o tym, kto ma zwyciężyć, decydują grupy mniejszościowe, a zatem wyłoniona reprezentacja odzwierciedla preferencje tych grup). PGP posiada większość zalet typowej metody zamkniętych list partyjnych i ordynacji większościowej, likwidując przy okazji największe ich wady (np. istnienie silnej więzi między regionem a jego przedstawicielem). Wadą tego systemu jest wysoki poziom komplikacji procedury wyborczej (kilka tur przeliczania głosów ze względu na skalę rangową). Ów system w różny sposób traktuje małe partie. W zależności od zastosowanej kwoty, małe, ale nie najmniejsze, średnie oraz ekstremistyczne partie mogą być wspierane (kwota Hare'a) lub odwrotnie, gdzie to partie liczące na maksymalnie jedno miejsce oraz centrowe dostają bonus (kwota Droop). Liczba mandatów w okręgu też nie jest bez znaczenia, wraz z jej wzrostem, rośnie również ryzyko, iż największa partia otrzyma wszystkie miejsca w okręgu, jest to spowodowane występującą wówczas bardzo małą kwotą (np. w dziewięciomandatowym okręgu kwota może wynosić jedynie 10%) i taktycznym głosowaniem wyborców, preferujących wszystkich kandydatów wyłącznie konkretnej partii.
Inną nazwą oddawania głosu rangowego jest głosowanie w ordynacji preferencyjnej. Podobnym systemem, z identycznym oddawaniem głosu, aczkolwiek posiadającym odmienne właściwości matematyczne, jest nowa metoda Schulzego (1997). Faworyzują ją niektóre organizacje międzynarodowe i naukowe. Nie została jednak jak dotąd wykorzystana w wyborach parlamentarnych.

## Historia
Metodę głosowania zbliżoną do tego co dziś nazywamy STV po raz pierwszy zaproponował Thomas Wright Hill w 1819. Była stosowana w wyborach władz brytyjskiego stowarzyszenia Society for Literary and Scientific Improvement i przewidywała zwracanie kart do głosowania tym głosującym, od których wymagane było podanie swoich dalszych preferencji.
W głosowaniu powszechnym po raz pierwszy ordynacji Pojedynczego Głosu Przechodniego użyto w Danii w latach 50. XIX wieku za sprawą premiera tego kraju Carla Andrae. Było to pierwsze w historii zastosowanie w wyborach powszechnych nie tylko STV, ale także jakiejkolwiek metody proporcjonalnej (do owego czasu bowiem nie przeprowadzano żadnych wyborów z użyciem list partyjnych).
Najbardziej znanym propagatorem ordynacji STV był angielski prawnik Thomas Hare (do tego stopnia, że w krajach anglosaskich do dziś często używa się nazwy metoda Hare’a). W opublikowanej w 1857 broszurze Mechanizm reprezentacji (The Machinery of Representation) opisał reprezentację proporcjonalną przy użyciu STV i zalecał używanie tej metody w wyborach do Parlamentu w jednym okręgu obejmującym całe państwo. Hare proponował wprowadzenie ordynacji transferowej jako remedium na problemy związane z ordynacją większościową w jednomandatowych okręgach wyborczych stosowaną w Wielkiej Brytanii. Działalność Hare’a zdobyła rozgłos, jego metodę wyborczą wspierał m.in. John Stuart Mill.
Pod koniec XIX w. idee reprezentacji proporcjonalnej z głosowaniem preferencyjnym dotarły do Australii, gdzie Andrew Inglis Clark, Prokurator Generalny Tasmanii, zaangażował się w popularyzację nowej metody. Od 1909 jest ona używana nieprzerwanie w tej australijskiej prowincji. Ordynacja STV jest także używana od 1948 w wyborach do Senatu Związku Australijskiego (wybory do Izby Reprezentantów przeprowadzane są także przy użyciu ordynacji transferowej ale w okręgach jednomandatowych - jest to tzw. Metoda Głosu Alternatywnego).
Sukces nowego systemu na Tasmanii zainspirował Geralda Stricklanda, jej gubernatora w latach 1904-09, do wprowadzenia w 1921 ordynacji STV na Malcie. Strickland sprawował tam funkcję gubernatora, a potem premiera. W 1964 Malta uzyskała niepodległość, system wyborczy jednak utrzymał się w praktycznie niezmienionej formie do dziś.
Drugim europejskim krajem, w którym PGP zostało wprowadzone w podobnym czasie była Irlandia. Wyspa ta była areną dla nawarstwiającego się od wielu lat konfliktu, początkowo religijnego i klasowego a w końcu narodowego, pomiędzy irlandzką, katolicką większością a Brytyjczykami i wspierającymi ich protestanckimi lojalistami, głównie z Ulsteru. Pomysł wprowadzenia ordynacji STV pojawił się tam ze względu na nadzieje związane z jej harmonizującymi i łagodzącymi konflikty właściwościami (np. zapewnianiem reprezentacji mniejszościom). W 1920 Brytyjczycy nadali Irlandii znaczną autonomię, wprowadzając jednocześnie nową ordynacje wyborczą. Ordynacja ta jest stosowana do dziś w tym niepodległym od 1937 roku kraju. Od lat 70. STV używane jest także w Irlandii Północnej.
W ostatnich latach ordynację PGP wprowadzono z sukcesem w szkockich wyborach lokalnych. W 2007 zastąpiła używaną wcześniej ordynację opartą na jednomandatowych okręgach wyborczych.
Zwolennikiem wprowadzenia pojedynczego głosu przechodniego w Polsce jest Partia Razem.

## Stosowanie
Na rok 2010. PGP używany jest w:
| Irlandia          | Irlandia                           | Wybory parlamentarne (od 1921 r.) Wybory europejskie Wybory samorządowe Wybory prezydenckie                               |
| Malta             | Malta                              | Wybory parlamentarne Wybory europejskie Wybory samorządowe                                                                |
| Wielka Brytania   | Irlandia Północna                  | Wybory do zgromadzenia regionalnego Wybory europejskie Wybory samorządowe                                                 |
| Wielka Brytania   | Szkocja                            | Wybory samorządowe (od maja 2007 r.)                                                                                      |
| Indie             | Indie                              | Wybory do izby wyższej parlamentu (wybory pośrednie przez reprezentantów stanów)                                          |
| Pakistan          | Pakistan                           | Wybory do Senatu (wybory pośrednie przez członków zgromadzeń regionalnych oraz bezpośrednie przez mieszkańców terytoriów) |
| Australia         | Państwowo                          | Wybory do Senatu (w postaci głosowania grupowego)                                                                         |
| Australia         | Australijskie Terytorium Stołeczne | Wybory do zgromadzenia ustawodawczego                                                                                     |
| Australia         | Nowa Południowa Walia              | Wybory do rady ustawodawczej Wybory samorządowe                                                                           |
| Australia         | Australia Południowa               | Wybory do rady ustawodawczej Wybory samorządowe                                                                           |
| Australia         | Tasmania                           | Wybory do izby zgromadzenia Wybory samorządowe                                                                            |
| Australia         | Wiktoria                           | Wybory do rady ustawodawczej Wybory samorządowe                                                                           |
| Australia         | Australia Zachodnia                | Wybory do rady ustawodawczej                                                                                              |
| Nowa Zelandia     | Nowa Zelandia                      | Część wyborów samorządowych, takich jak Dunedin i stolica, Wellington Wybory do lokalnych rad zdrowia                     |
| Stany Zjednoczone | Stany Zjednoczone                  | Wybory miejskie w Cambridge, Massachusetts Niektóre wybory miejskie w Minneapolis, Minnesota (od 2009)                    |
| Islandia          | Islandia                           | Pierwszy raz użyte w wyborach Konstytuanty w 2010                                                                         |

### Organizacje pozarządowe
Wiele organizacji pozarządowych (partie polityczne, związki zawodowe, przedsiębiorstwa), szczególnie australijskich oraz większość szkół wyższych w Stanach Zjednoczonych Ameryki (np. Harvard, Princeton) wykorzystuje PGP.